# Småtjärnarna (Alanäs socken, Jämtland, 711732-149037)
Småtjärnarna är en sjö i Strömsunds kommun i Jämtland och ingår i Ångermanälvens huvudavrinningsområde.